# Gora Zavrajskogo
Gora Zavrajskogo (englische Transkription von russisch Гора Заврайского Gora Sawrayskowo, deutsch ‚Sawrayski-Berg‘) ist ein Nunatak im ostantarktischen Coatsland. Er ragt südwestlich des Honnywill Peak in den Haskard Highlands der Shackleton Range auf.
Russische Wissenschaftler benannten ihn. Der Namensgeber ist nicht überliefert.